# Merv
Merv (turkmensko Merw, perzijsko مرو‎‎, Marv, kitajsko 木鹿, Mulu), nekdanja ahemenidska statrapija Margiana, kasneje Aleksandrija (grško starogrško Ἀλεξάνδρεια) in Antiohija v Margiani (grško starogrško Ἀντιόχεια τῆς Μαργιανῆς), je bila velika oaza-mesto na zgodovinski svilni cesti v bližini sedanjega Marija v Turkmenistanu. Za Merv se domneva, da je bil v 12. stoletju nekaj časa največje mesto na svetu. Prostor starodavnega Merva je od leta 1999 na Unescovem seznamu svetovne kulturne dediščine.

## Geografija
Mervska oaza je na južnem robu puščave Karakum  ob reki Murgab, ki priteka iz Afganistana. Od Herata na jugu je oddaljena 370 km, od Hive na severu pa 450 km. Meri približno 4.900 km2. Gorska veriga  Paropamisadi/Hindukuš, ki se razteza od Kaspijskega jezera do Pamirja, je kakšnih 180 km južno od Merva prekinjena. Skozi to vrzel ali blizu nje tečeta vzporedno proti severu reki Tedžen/Hari in Murgab, ki se nato izgubita v puščavi Karakum. Merv je bil zaradi svoje lege nekakšen stražni stolp pred vhodom v Afganistan in vmesna postaja na poti med Buharo in Samarkandom.
Merv leži v delti reke Murghab, katero so Grki imenovali Margijana. Zaradi svojega geografskega položaja je imel dve veliki prednosti: bil je na lahko prehodni poti iz Afganistana na jugu do nižavja Karakum, doline Amu Darje in Horezma na severu, delta Murgaba sredi suhega Karakuma pa je bila dokaj vodnata in zato naravna postaja poti iz severozahodnega Irana proti Transoksaniji in svilne ceste. Merv je ležal na križišču ceste severozahod-jugovzhod proti Heratu in Balhu in naprej v dolino Inda in ceste jugozahod-severovzhod iz Tusa in Nišapurja v Buharo in Samarkand.
V času dinastije Han je bil Merv postaja na svilni cesti, kjer so trgovci lahko dobili sveže konje in kamele.

## Zgodovina
Merv ima prazgodovinske korenine. Arheološke raziskave so odkrile mnogo sledov vaškega življenja iz 3. tisočletja pr. n. št., ki so področje kulturno povezale z baktrijsko-margijanskin arheološkim kompleksom. Zend Avesta (komentarji Aveste) omenjajo Merv pod imenom Mouru. V zoroastrstvu je bog Ahura Mazda ustaril Mouru kot eno od šestnajstih popolnih dežel.
V Ahemenidskem cesarstvu (okrog 550-okrog 330 pr. n. št.) zgodoviski viri omenjajo Merv kot pomembno mesto. Na Behistunskem napisu (okrog 515 pr. n. št.) je pod imenom Margu omenjen kot del ene od satrapij perzijskega vladarja Dareja I. Prvi Merv je bilo ustanovljen v 6. stoletju pr. n. št. med vladavino Kira Velikega med širjenjem Ahemenidskega cesarstva v Centralno Azijo. Prvo mesto so prekrili debeli nanosi peska.
Obisk Aleksandra Velikega v Mervu je zgolj legenda, mesto pa so ne glede na to preimenovali v Aleksandrijo. Po Aleksandrovi smrti leta 323 pr. n. št. je Merv postal prestolnica province Margiane  Selevkidskega cesarstva, Grško-baktrijskega kraljestva, Partije in Sasanidskega cesarstva. Selevkidski vladar Antioh I. Soter  (vladal 281–261 pr. n. št.) je Merv preimenoval v Antiohijo Margiano. Mesto je obnovil in razširil na mestu, ki se zdaj imenuje Gyaur Gala. Po padcu Selevkidske dinastije (63 pr. n. št.) so oblast in nasledstvo prevzele Baktrija, Partija in Kušansko cesarstvo. Merv je bil do islamizacije nekaj stoletij pomembno budistično izobraževalno središče s samostani in templji.
Ko je Merv zasedel sasanidski vladar Ardašir I. (vladal 220-240 n. št.) se je v mestu skoraj 400 let neprekinjeno koval denar. V tem obdobju so se v mestu poleg uradnega zoroastrstva prakticirala tudi druga verstva, vključno z budizmom, manihejstvom in nestorijanstvom. Od leta 553 do 11. stoletja n. št. je bil v Mervu sedež Vzhodne sirijske metropolitske province. Od konca 5. stoletja do leta 565 so mesto okupirali Heftaliti in za malo več kot pol stoletja prekinili sasanidsko vladavino.

### Arabska okupacija in njen vpliv
Sasanidska vladavina se je končala, ko so nedaleč od Merva ubili zadnjega sasanidskega vladarja Jazdegerda III. (vladal 632–651). Sasanidski guverner se je vdal bližajoči se arabski vojski. Predstavniki kalifa Omarja so zasedli mesto in ga pretvorili v glavno mesto umajadske province Horasan. Leta 671 je arabski general Zijad Ibn Abih poslal v Merv 50.000 vojakov, ki so tam ustanovili svojo kolonijo. Kolonija je postala jedro Horasana. Arabci so mesto izkoristili za svojo vojaško bazo, iz katere so pod poveljstvom guvernerja Kutajba Ibn Muslima od leta 705 do 715 podjarmili velik del Centralne Azije, vključno z Balhom, Buharo in Fergano. Merv in Horasan sta postala eden od prvih delov perzijsko govorečega sveta, ki je postal večinsko muslimanski. K temu je bistveno prispevalo priseljevanje Arabcev.
Merv je ponovno pridobil svoj vpliv februarja 748, ko je iranski general Abu Muslim (umrl 755) v mestu razglasil novo Abasidsko dinastijo in se v njenem imenu uprl Umajadskemu kalifatu. Ko so Abasidi utrdili svojo oblast v Bagdadu, je Abu Muslim še naprej vladal v Mervu, ki je do njegovega umora postal nekakšna delno neodvisna kneževina. Merv je med abasidsko revolucijo leta 746 do 750  deloval kot središče abasidskega partizanstva, po revoluciji pa je ostal trden politični zaveznik abasidskih vladarjev v Bagdadu. Guverner Horasana s sedežem v Mervu je bil eden od najvplivnejših političnih osebnosti v kalifatu. Pomembno vlogo pri prenosu grškega znanja iz selevkidskega in grško-baktrijskega obdobja v arabski svet je imela vplivna družina Barmakid.
Merv je celo abasidsko obdobje (750-1258) ostal prestolnica in najpomembnejše mesto v Horasanu. V tem obdobju je arabski zgodovinar Al Mukadasi (okrog  945/946-991) Merv opisal kot »očarljivo, fino, elegantno, briljantno, obširno in prijetno mesto«. Mervska arhitektura je bila morda navdih za abasidsko preureditev Bagdada. Mesto je slovelo kot dom ne samo priseljencev iz Arabije, ampak tudi iz Sogdije in drugih delov Centralne Azije. Od leta 813 do 818 je bil začasna rezidenca kalifa Al Mamuna, s čimer je hkrati postal prestolnica vsega muslimanskega sveta in pridobil na svojem ugledu. v 8. stoletju je postal tudi središče novomazdaškega gibanja, ki ga je vodil samozvani prerok Al Mukana. Mnogo privržencev je pridobil s trditvijo, da je utelešenje boga in Abu Muslimov naslednik. Huramiti so se v mestu obdržali do 12. stoletja.
V abasidskem obdobju je Merv skupaj z Buharo in Samarkandom slovel kot eno od središč muslimanske učenosti. V njegovih knjižnicah je študiral tudi slavni zgodovinar Jakut Al Hamavi (1179-1229). Merv je dal veliko učenjakov z različnih področij učenosti, kot so islamsko pravo, hadit (Mohamedov nauk), zgodovina in književnost. Več učenjakov, vključno z Ahmedom Ibn Hanbalom (780–855), je imelo vzdevek Mervazi (المروزي, Marwazi), ki je nakazoval, da so študirali v Mervu. Mesto je imelo tudi močno krščansko skupnost. Mervski nadškof je leta 1009 poslal bagdadskemu patriarhu pismo s prošnjo, naj Keraitom dovoli, da se postijo manj kot drugi nestorjanski kristjani.
Ko je moč kalifata oslabela, je arabsko oblast v mestu leta 821 prevzel perzijski general Tahir El Husein in ostanovil svojo dinastijo. Tahiridi so v mestu vladali do leta 873, ko so jih zamenjali Safaridi, Samanidi in nato Gaznavidi.

### Turki
Leta 1037 so seldžuški Oguški Turki preselili iz step na vzhodu v okolico Aralskega jezera in pod vodstvom Togrul bega na miren način odstavili izjemno nepriljubljenega gaznavidskega sultana Masuda in sami prevzeli oblast v Mervu. Togrulov brat Čagri beg je ostal v mestu, Seldžuki pa so zatem osvojili ostanek Horasana in Irana. Merv je postal prestolnica seldžuških vladarjev. V njem sta pokopana Alp Arslan (sultan 1063-1072) in njegov brat, sultan Sandžar (umrl 1157).
V seldžuškem obdobju je Merv dosegel svoj največji obseg. Arabski in perzijski geografi so ga imenovali »mati sveta«, »stičišče velikega in malega«, »glavno mesto Horasana« in »prestolnica vzhodnega islamskega sveta«. Pisni viri dokazujejo, da je bila v mestu velika knjižnica, medresa, ki jo je ustanovil Nizam Al Mulk (vezir 1064-1092) in veliko drugih kulturnih ustanov.
Najpomembnejše je morda to, da je imelo mesto tržnico, »največjo v velikih mestih Irana in Horasana«. Po pisanju zgodovinarja Tertiusa Chandlerja je bil Merv od leta 1145 do 1153 z 200.000 prebivalci največje mesto na svetu.
Sandžarjeva vladavina, za katero je značilen spor s Karakitajskim kanatom in Horezemsko dinastijo, se je končala leta 1153, ko so mesto oplenili Oguzi, turški nomadi s severnega brega Amu Darje. Oblast v mestu je nato prešla iz rok Hivskega kanata na Oguze in nato na Guride. Merv je v primerjavi z drugim velikim horasanskim mestom Nišapurjem začel izgubljati svoj primat.

### Mongoli
Leta 1221 je Merv odprl vrata Džingiskanovemu sinu Toluju, potem pa naj bi Mongoli pobili večino meščanov. Perzijsko zgodovinar Ata Malik Džuvejni je nekaj generacij po tem dogodku zapisal:
Mongoli so ukazali, da se razen štiristo umetnikov… pobije vse meščane, tudi ženske in otroke. Vsak [mongolski vojak] je moral usmrtiti tristo do štiristo Perzijcev. Do večera je bilo pobitih toliko ljudi, da so gore postale hribčki, ravnina pa je bila prepojena s krvjo žrtev.
Nekaj zgodovinarjev trdi, da so Mongoli po zasedbi mesta pobili več kot milijon ljudi, vključno z nekaj sto tisoč beguncev od drugod. Zasedba mesta je bila ena od najbolj krvavih v svetovni zgodovini.
Arheološka izkopavanja so razkrila, da so se po mongolski zasedbi drastično obnovile mestne utrdbe, mesto pa se ni opomoglo. Mongolska okupacija je za več kot stoletje zavrla razvoj Merva in drugih velikih središč. Mesto je prišlo pod oblast Ilkanata in postalo stalen plen Čagatajskega kanata. Med vladavino ilkanskih vazalov Kartidov, je v zgodnjem 14. stoletju Merv postal središče krščanske nadškofije Vzhodne cerkve. Po letu 1380 je pripadal Timur Lenkovemu cesarstvu.

### Uzbeki in dokončno uničenje Merva
Leta 1505 so Merv okupirali Uzbeki. Pet let kasneje jih je šah Ismail I., ustanovitelj perzijske Safavidske dinastije, izgnal iz mesta. V tem obdobju se je obnovil velik jez Soltanbent na reki Murghab in polja so se spet začela namakati. Merv je ostal v perzijskih rokah do leta 1785. Izjemi sta bili obdobji od leta 1524 do 1528 in 1588 do 1598, ko je bil pod uzbeško oblastjo. Leta 1785 je mesto zasedel buharski šah Murat in nekaj let kasneje, leta 1788 ali 1789, mesto zravnal z zemljo, porušil jezove in deželo spremenil v puščavo. Vse prebivalce mesta in bližnjih oaz, skupaj okrog 100.000 ljudi, je v več valovih preselil v oazo Buhara in dolino Zarafšan. Izgnanci, večinoma šiiti, so se kljub podobnemu jeziku uspešno upirali asimilaciji med sunitske prebivalce Buhare in se ohranili vse do danes. V Sovjetski zvezi so jih v popisu prebivalstva v 1980. letih uvrstili med Irance. Živijo v Samarkandu, Buhari in ob reki Zarafšan.

### 19. stoletje
Merv je prišel leta 1823 pod oblast Hivskega kanata. Približno takrat so Perzijci prisilili turkmensko pleme Teke, ki je živelo ob reki Tendžen v sedanjem Afganistanu, da se preseli proti severu. Hiva se je upirala prodiranju Turkmenov, vendar je morala popustiti in Turkmeni so okrog leta 1856 prevzeli oblast v državi. Na oblasti so ostali do ruske okupacije leta 1884. Rusi so do leta 1868 zasedli večino Ruske centralne Azije razen Turkmenistana. V Azijo so prodirali od Kaspijskega jezera in leta 1881 osvojili Geok Tepe. Merv je na miren način zasedel ruski častnik Alihanov, musliman s Kavkaza, ki je v ruski službi dosegel čin majorja. Iz Merva so začeli Rusi prodirati proti jugu proti Heratu.

## Arheološka izkopavanja
Nekaj poskusni izkopavanj v Mervu je leta 1885 opravil ruski general A.V. Komarov, od leta 1883-1889 guverner Transkaspijske oblasti. Izkopavanja so opravljali njegovi vojaki. Leta 1900 je objavil svojo zbirko trofejnih izkopanin in kovancev. Prva strokovna izkopavanja je leta 1890 vodil Valentin Aleksejevič Žukovski iz Cesarske arheološke komisije. Izsledke je objavil leta 1894. Izkopavanja American Carnegie Institute sta vodila geolog Raphael Pumpelly in nemški arheolog Hubert Schmidt.
Merv se trenutno raziskuje v okviru Projekta Stari Merv. Skupina turkmenskih in britanskih arheologov je od leta 1992 do 2000 odkrila veliko pomembnih objektov. Leta  2001 so se raziskave nadaljevale v sodelovanju Arheološkega instituta Univerzitetnega kolidža London in turkmenskih oblasi. Namen Projekta Stari Merv je ohranitev in upravljanje arheološkega kompleksa, z arheološkimi raziskavami razširiti poznavanje njegove zgodovine in prenesti spoznanja na čim širši krog poslušalcev.

### Načrt mesta
Merv je sestavljen iz štirih samostojnih obzidanih mest, ki so stala eno ob drugem. Zgrajena so bila v različnih obdobjih in zatem opuščena in nikoli obnovljena. Mesta ustrezajo štirim glavnim obdobjem razcveta Merva. Najstarejše mesto je Erk Gala, ki je najmanjše od treh v glavnem mestnem kompleksu in ustreza ahemenidskemu Mervu. Gäwürgala, znana tudi kot Gyaur Gala, obdaja Erkgalo. Gäwürgala je bila helenistična in sasanidska prestolnica in industrijsko predmestje abasidskega/seldžuškega mesta Soltangala, ki je bilo daleč največje. Malo proti jugu so arheologi odkrili manjše timuridsko mesto, ki se zdaj imenuje Abdilahangala. Med temi štirimi mesti in okoli njih so raztresene številne druge zgradbe. Vsa mesta so združena v Arheološki park Stari Merv, ki leži malo severno od sodobne vasi Baýramaly in trideset kilometrov vzhodno od velikega mesta Mari, zgrajenega v sovjetskem obdobju.

#### Erk Gala
Citadela Erk Gala mi 12 hektarjev in je najstarejši del mervskega kompleksa. Zgrajena je bila v 7. stoletju pr. n. št. kot perzijska trdnjava, ki naj bi obvladovala oaze ob reki Murghab. Kasneje je služila kot akropola helenističnega mesta in del islamskega mesta.

#### Gäwürgala
Gäwürgala (turkmensko, iz perzijskega Gabr Qala, trdnjava zoroastrov) je bila zgrajena v zgodnjem helenističnem obdobju med vladavino selevkidskega kralja Antioha I. Sotra. Gäwürgala je bila stalno naseljena v helenističnem, partskem in sasanidskem obdobju, ko je postala glavno mesto satrapije. V islamskem obdobju je bila glavno mesto umajadske province Horasan. Njen pomen je v tem času zelo zrasel, predvsem zato, ker je bil Horasan prvi dve stoletji islama najbolj lojalen muslimanski del Irana.
Najgočnejši del Gäwürgale je njeno obzidje, zgrajeno v treh obdobjih. Selevkidsko obzidje je bilo temelj, na katerem jo bilo iz nežganih zidakov zgrajeno drugo, večje obzidje. Njegova oblika je podobna obzidjem helenističnih trdnjav v Anatoliji, samo da ni bilo zgrajeno iz kamna.
Tretje obzidje je morda sasanidsko. Zgrajeno je iz velikih nežganih zidakov.

#### =Shaim Kala
Shaim Kala je bila zgrajena v 7. stoletju. Merv je kot prestolnica Horasana postal središče arabske ekspanzije, hitro rasel in sredi 12. stoletja za kratek čas postal največje mesto na svetu. Shaim Kala je bilo samostojno obzidano mesto, zgrajeno zaradi prenaseljenosti in zato, da bi se izognilo verskemu in političnemu nezadovoljstvu novoprisejenih ljudstev.

#### Abdyllahangala
Abdyllahangala je posrednjeveško timuridsko mesto južo od glavnega mestnega kompleksa. Okrog njega je veliko fragmentov lončenine, predvsem partske. Iz velikosti obzidja je moč sklepati, kako pomembno mesto je bil Merv v predislamskem obdobju. V Gäwürgali so odkrili tudi veliko kovancev, med njimi neprekinjen niz sasanidskih, ki kažejo na sicer neobičajno politično stabilnost tega obdobja.
Po Abu Muslimovi ustanovitvi Soltangale na začetku abasidske vladavine je Gäwürgala postala njeno predmestje. V njej so se skoncentrirale proizvodne dejavnosti, predvsem lončarske delavnice in obrati za obdelavo jekla, železa in bakra. Arheologi so v njej odkrili dobro ohranjeno obokano lončarsko peč s kvadratnim kuriščem. Zgleda, da so delavnice bratovale celo abasidsko in predseldžuško obdobje.

#### Soltangala
Soltangala (iz turškega Sultan Qala, sultanova tdnjava) je daleč največje mervsko mesto. Pisni viri kažejo, da jo je ustanovil vodja abasidskega upora Abu Muslim. Začetek novega kalifata je ovekovečil z gradnjo monumentalnih zgradb zahodno od obzidja Gäwürgale, iz katerih se je razvila Soltangala. Novi del mesta so kmalu obzidali in postal je jedro srednjeveškega Merva. Sledilo je nekaj stoletij dolgo obdobje blaginje, kar dokazujejo številni köşki, paviljoni, zgrajeni izven mestnega obzidja kot rezidence mervske elite. V bivalnih mestnih četrtih so se zgradile številne dvonadstropne stavbe, v katerih so bila v pritličjih morda skladišča, nad njimi pa bivalni prostori. Najbolj ohranjen abasidski köşk je Velika Gyzgala (turmensko dekliška ali deviška trdnjava) tik ob severnem obzidju Soltangale. V njem je okrog centralnega dvorišča 17 sob. Bližnja Mala Gyzgala ima neobičajno debele zidove z globokimi gubami in več notranjih stopnišč, ki vodijo v zgornje nadstropje. Obnova vseh mervskih köşkov je negotova.
Najpomembnejše ohranjene zgradbe v Soltangali so seldžuške. V 11. stoletju so se začeli nomadski Turki Oguzi, nekdanji vazali Horezma, pod vodstvom Seldžukov  in njihovega poglavarja Togrul bega seliti iz severnih step proti jugu. Togrul je leta 1037 osvojil Merv in ga oživil. Pod njegovimi nasledniki, predvsem Sandžarjrem, ki je Merv izbral za svojo prestolnico, je Merv postal središče velikega multikulturnega cesarstva.
Dokazi o blaginji so vidni po celi Soltangali. Veliko dokazov je v mestni citadeli Shahryar Ark (perzijsko vladarjeva citadela) v vzhodnem delu mesta. V središču citadele je seldžuška palača, katero je zgradil verjetno Sandžar. Ohranjeni del zidov iz nežganih zidakov kaže, da je bila relativno majhna, sestavljena iz visokih prostorov okrog pravokotnega osrednjega dvorišča. Palača je imela štiri vhode z ivani. Pred njo je bil velik vrt z umetnim jezerom. Podobne vrtove so imele palače tudi drugod v Centralni Aziji. Notranje in zunanje okrasje so uničili tatovi in vreme.
Druga pomembna zgradba znotraj citadele je kepderihana (iz perzijskega kaftar khana, golobnjak). Skrivnostna zgradba je ena od najbolj ohranjenih v oazi Merv. V notranjosti je ena sama dolga in ozka dvorana brez oken s številnimi nišami v stenah. Nekateri domnevajo, da je bila golobnjak, ker so golobje iztrebke potrebovali za gojenje slavnih mervskih melon. Zgradba je bila bolj verjetno knjižnica ali zakladnica, ker je stala v elitnem delu mesta.
Najbolj ohranjena zgradba v Soltangali je mavzolej sultana Sandžarja iz 12. stoletja, največji seldžuški mavzolej in prvi, ki je imel v mavzolejskem kompleksu tudi mošejo. Takšen način gradnje je kasneje postal pravilo. Mavzolej je kvadratna zgradba s stranicami dolgimi 27 m in dvema vhodoma na nasprotnih straneh. Osrednjo kupolo podpira osmerokoten sistem reber in lokov. Zunanjost kupole je bila turkizna. Okrasje, tipično zgodnjeseldžuško in konervativno, je večinoma uničeno. Mavzolej je večinoma tak kot v 12. stoletju. Izjema je nedavno rekonstruirana zunanja dekoracija.
Zadnje v nizu seldžuških ostalin je obzidje Soltangale, ki je dokaj dobro ohranjeno. Glavno obzidje je bilo zgrajeno iz nežganih zidakov in visoko osem do devet metrov. V njem je bilo več prostorov za branilce in strelne line. Vsakih 15 do 30 m je stal podkvast obrambni stolp. Obzidje ni bilo dovolj debelo, da bi kljubovalo katapultom in drugi artileriji, in zato neučinkovito. Sredi 12. stoletja so bile vse galerije zapolnjene z zemljo, kar je obzidje močno okrepilo. Drugo, manjše obzidje, je bilo zgrajeno pred glavnim obzidjem. Nazadnje je bilo s pet metrom debelim obzidjem obdano tudi predmestje Soltangale, zdaj znano kot Isgendergala. Obzidja so kljubovalo najmanj enemu napadu mongolske armade, dokler ni leta 1221 popustilo.
Arheologi so v Mervu odkrili veliko keramike iz abasidskega in seldžuškega obdobja, predvsem v Gäwürgali, znotraj mestnega obzidja Soltangale in v citadeli Shahryar. Keramika v Gäwürgali je bila večinoma abasidska. Vsebovala je predvsem rdeče pobarvane sklede z geometrijskimi vzorci. Keramika iz Soltangale je večinoma z rumeno in zeleno barvo obrizgana lončenina iz 11.-12. stoletja, podobna sodobni lončenini iz Nišapurja.  V palači v citadeli Shahryar so odkrili tudi turkizne in črne sklede in zanimivo lončenino v mongolskem slogu, verjetno povezano z neuspešnim poskusom ilkanov, da bi obnovili mesto. Iz tega obdobja je tudi dekorativna keramična okrasna maska, ki so jo odkrili južnem predmestju Soltangale v domnevnem budističnem templju, ki naj bi ga zgradili Mongoli.

#### Shaim Kala
Shaim Kala je bila zgrajena v 7. stoletju. Merv je kot prestolnica Horasana postal središče arabske ekspanzije, hitro rasel in sredi 12. stoletja za krajši čas postal največje mesto na svetu. Shaim Kala je bilo samostojno obzidano mesto, zgrajeno zaradi prenaseljenosti in zato, da bi se izognilo verskemu in političnemu nezadovoljstvu novoprisejenih ljudstev.

#### Abdyllahangala
Abdyllahangala je posrednjeveško timuridsko mesto južno od glavnega mestnega kompleksa.
- Galerija
- Stari Merv konec 19. stoletja
- Stari Merv konec 19. stoletja
- Velika Kiz Kala
- Mala Kiz Kala
- Mavzolej sultana Sandžarja
- Ašabov mavzolej
- Zunanjost južega zidu Kepderihane
- Spominski mervski kovanec

## Demografija
Sedanji prebivalci oaze Merv so večinoma Turkmeni iz plemena Teke in nekaj perzijsko govorečih Tadžikov. Razen njih sta v oazi tudi znatni manjšini Beludžev in Brahujev.

## Gospodarstvo
Oazo namaka dodelan sistem kanalov iz reke Murgab. Dežela že od nekdaj znana po rodovitnosti. V njej pridelujejo predvsem  pšenico, proso, ječmen, melone, riž in bombaž. Bombažna semena, ki so jih arheologi odkrili v plasteh iz 5. stoletja, pomenijo, da so bile bombažne tkanine pomemben proizvod sasanidskega mesta. Gojili so tudi sviloprejke, posebno pasmo konj, kamele, ovce, govedo, osle in mule. Obdelovali so srebro in kovali orožje. Med raziskavami v 1990. letih so arheologi odkrili delavnico za proizvodnjo jeklene litine in potrdili poročila islamskega učenjaka Al-Kindija (801–866), da v Horaanu proizvajajo jeklo. Jeklo so proizvajali z zlivanjem železove litine in kovnega železa.
Preproge iz mervske regije so nekdaj veljale za najboljše perzijske preproge. Izdelovali so tudi polst in grobo sukno iz ovčje volne.

## Podnebje
Merv ima suha in vroča poletja in hladne zime. Poletna vročina je soparna. Veter dviguje drobna zrna prahu, ki napolnijo zrak in zamračijo opoldansko sonce in otežujejo dihanje. Zimsko vreme je prijetno. Sneg zapade redkokdaj in se takoj stali. Letna količina padavin redko preseže 125 mm. Od junija do oktobra pogosto sploh ni dežja. Najvišje poletne temperature dosežejo 45 °C, najnižje zimske pa −7 °C. Povprečna letna temperatura je 16 °C.

## Mednarodni stiki

### Pobratena mesta
- Balh, Afganistan
- Baku, Azerbajdžan
- Wuhan, Kitajska
- Zagreb, Hrvaška
- Kairo, Egipt
- Nišapur, Tabriz, Hamedan in Isfahan, Iran
- Bagdad, Karbala in Kirkuk, Irak
- Jeruzalem, Izrael in Palestina
- Benetke, Italija
- Kuvajt, Kuvajt
- Lahore, Pakistan
- Gaza, Palestina
- Sankt Peterburg, Ruska federacija
- Medina in Meka, Saudova Arabija
- Damask in Alep, Sirija
- Khujand, Tadžikistan
- Istanbul, Konya, Bursa in İzmir, Turčija
- Nisa in Keneurgenč, Turkmenistan
- Dubai, Dubai
- Buhara in Samarkand, Uzbekistan